# Aux Deux Magots

Aux Deux Magots är Secret Service sjätte album utgivet november 1987 och är inspelad i Sonet Studios, Bromma. Albumet producerades av Secret Service.
"The Way You Are" (som var en duett med Ola Håkansson och Agnetha Fältskog) blev en stor hit-singel i Sverige. "Say Say", "I'm So I'm So I'm So" samt "Don't You Know Don't You Know" släpptes också som singlar från albumet.
Detta var den första skivan där även Alexander Bard medverkade som låtskrivare. Efter att Anders Hansson upptäcktes som 19-åring av Ola Håkansson, och fick åka med som singbacktrummis på Secret Service-turnéer i Sydamerika, bildade han tillsammans med Håkansson och Tim Norell produktionsteamet Megatrio.

## Låtlista
1. I'm So I'm So I'm So (I'm so in love with you) - 4.04 - (Norell/Oson/Bard)
2. If You Need Me - 3.27 - (Norell/Oson/Bard)
3. Don't You Know Don't You Know - 3.26 - (Norell/Oson)
4. Turn To Me - 3.38 - (Norell/Oson)
5. The Way You Are (duett med Agneta Fältskog) (utökad version) - 5.46 - (Norell/Oson/Bard)
6. Say Say - 3.10 - (Norell/Oson)
7. Light - 3.32 - (Hansson/Oson)
8. Aux Deux Magots - 4.08 (Norell/Oson/Hansson)
9. Where the Wind Blows - 3.23 (Norell/Oson/Bard)
10. Thank You For That Night - 4.02 - (Norell/Björn Håkanson)

## Musiker
- Ola Håkansson - sång
- Ulf Wahlberg - syntar
- Anders Hansson - syntar, programmering, kör
- Mats Lindberg - bas
- Tim Norell - syntar, kör

- Ulf Jansson - gitarr
- Per Hedtjärn - trummor
- Suzzie Tapper - kör
- Lili & Susie - kör